# NGC 1168
NGC 1168 (również PGC 11378 lub UGC 2476) – galaktyka spiralna (Sb), znajdująca się w gwiazdozbiorze Barana. Odkrył ją Albert Marth 1 października 1864 roku.
W galaktyce tej zaobserwowano supernową SN 2001dw.